# 弗格森山
弗格森山（英語：Mount Ferguson），是南極洲的山峰，位於杜費克海岸，處於利夫冰川西岸，屬於毛德王后山脈的一部分，海拔高度1,190米，由美國探險隊發現和拍攝照片，現時由南極條約體系管理。